# David Zurdo
David Zurdo Saiz (Madrid, España, 14 de marzo de 1971) es un escritor, periodista y guionista de televisión y cine español.

## Trayectoria
Autor de más de cincuenta libros, editados en diez idiomas y dieciocho países. 
En 2010 escribió el guion de la película Anomalous con Hugo Stuven Casasnovas y Fernando Acevedo que acabó convirtiéndose también en libro en  2019.
De 2015 a 2017 fue director de la revista Qué leer. Actualmente dirige y presenta el programa El pasado ya no es lo que era en RNE (Radio 5), dedicado a la divulgación histórica. También colabora en Memoria de delfín (RNE) y fue responsable de la sección de divulgación científica en Gente despierta (RNE). Durante tres años se encargó de El ojo de la aguja en RNE (Radio 5). Colaboró en No es un día cualquiera y Las tardes (RNE), La noche (COPE) y Hoy por hoy Madrid (SER). Ha sido guionista de los programas de televisión El otro lado de la realidad (Telemadrid), El arca secreta (Antena 3), del que también fue subdirector, La España de Víctor Ros (Televisión Española), Los 7 pecados capitales (Telemadrid), El punto sobre la historia (Telemadrid), Esto es otra historia (Telemadrid) u Otros Mundos (Movistar Plus).
Ha escrito los guiones de la serie de La 2 de TVE El Greco. Alma y luz universales, del documental La vida secreta de Felipe II, de El bibliotecario de Mauthausen, de El almirante Cervera, de El submarino Peral, de la serie documental El desafío: ETA (Amazon Prime) y de las películas documentales Seve (junto a Luis Velo) y Ángel Nieto, el hombre que venció al tiempo. Como guionista de cine es coautor del guion original Anomalous (Numerica Films y Visiona TV), película rodada en inglés y premiada en el WorldFest-Houston International Film & Video Festival (Estados Unidos). También es creador, junto a Luis Marías, de la serie de ficción La Frontera (TVE y Amazon Prime), protagonizada por Javier Rey, Itsaso Arana y Vincent Pérez.
Durante cuatro legislaturas formó parte de la Junta Directiva de CEDRO (Centro Español de Derechos Reprográficos). Actualmente es miembro de la Junta Directiva de ACTA (Asociación de Autores Científico-Técnicos y Académicos), así como de las comisiones de Comunicación y de Licencias de CEDRO.

## Publicaciones
- El último secreto de Leonardo. Algaida. 2022.
- Leonardo da Vinci. El genio detrás del genio. Oberon. 2019.
- Anomalous. con Hugo Stuven Casasnovas Stella Maris (2016) y Palabras de Agua (2019).
- Los límites de la realidad. Oberon. 2016.
- El mensajero de las sombras. Minotauro. 2013.
- [REC]. Los relatos perdidos (relato El enemigo). Timun Mas. 2013.
- Premio Minotauro de novela. (2012). La torre prohibida. Minotauro.
- El techo del mundo. Plaza & Janés. 2011.
- La señal. Plaza & Janés. 2007.
- 616. Todo es Infierno. Plaza & Janés. 2006.
- El último secreto de Da Vinci (Síndonem). Robinbook. 2000.

## Distinciones
- Premio Hermética de novela (2000)
- Premio Minotauro de novela (2012)
- Premio de Bronce en el Worldfest-Houston International Film & Video Festival (2016)